# Lepanthopsis ubangii
Lepanthopsis ubangii är en orkidéart som beskrevs av Carlyle August Luer. Lepanthopsis ubangii ingår i släktet Lepanthopsis och familjen orkidéer. Inga underarter finns listade i Catalogue of Life.